# Église Saint-Léger de Moitron
L'église Saint-Léger de Moitron est une église catholique située à Moitron en Côte-d'Or, en France.

## Localisation
L'église est située dans la région Bourgogne-Franche-Comté, dans la commune de Moitron, dans le département de la Côte-d'Or.

## Historique
L'église Saint-Léger est construite à la fin du XVIIIe siècle et au début du XIXe siècle, puis remaniée un siècle plus tard.

## Description

### Mobilier
L'église Saint-Léger est particulièrement remarquable par son patrimoine mobilier :
- 2 autels, 2 retables, tabernacle, gradin d'autel, croix d’autel, chaire à prêcher ;
- 2 tableaux représentant saint Nicolas ressuscitant les enfants et l'Immaculée Conception ;
- 2 verrières représentant saint Luc et saint Marc ;
- Statuaire et bâtons de procession datés du XIVe  au  XIXe siècle dont :
- un Christ en croix et une Vierge à l'Enfant grandeur nature du XIVe siècle[1].

## Protection
L'église Saint-Léger est inscrite à l'inventaire des monuments historiques par arrêté du 21 janvier 1991.